# ثابت أويلر
| قائمة الأعداد γ - ζ(3) - √2 - √3 - √5 - φ - α - e - π - δ | |
| الثنائي                                                   | 0,100 100 111 100 010 001 1…                                                                                  |
| العشري                                                    | 0,577 215 664 901 532 860 6…                                                                                  |
| الست عشري                                                 | 0,93C 467 E37 DB0 C7A 4D1 B…                                                                                  |
| الكسر المستمر                                             | {\displaystyle 0+{\cfrac {1}{1+{\cfrac {1}{1+{\cfrac {1}{2+{\cfrac {1}{1+{\cfrac {1}{\ \ddots \ {}}}}}}}}}}}} |

مساحة المنطقة الزرقاء تساوي ثابتة أويلر-ماسكيروني

ثابتة أويلر-ماسكيروني (تسمى أيضا ثابتة أويلر) (بالإنجليزية: Euler–Mascheroni constant)‏ هي ثابتة رياضية تظهر كثيرا في التحليل وفي نظرية الأعداد. عادة ما يرمز إليها بالحرف الإغريقي γ (غاما).
تعرف هاته الثابتة بصفتها نهاية الفرق بين المتسلسلة المتناسقة واللوغاريتم الطبيعي:
{\displaystyle \gamma =\lim _{n\rightarrow \infty }\left(\sum _{k=1}^{n}{\frac {1}{k}}-\ln(n)\right)=\int _{1}^{\infty }\left({1 \over \lfloor x\rfloor }-{1 \over x}\right)\,dx.}
حيث ⌊x⌋ يمثل الجزء الصحيح للعدد x.

## التاريخ
ظهرت هذه الثابتة لأول مرة في ورقة كتبها عالم الرياضيات السويسري أويلر في عام 1734، عنوانها De Progressionibus harmonicis observationes. استعمل أويلر للدلالة على ثابتته هذه، الحرفين C و O. أما عالم الرياضيات الإيطالي لورنزو ماسكيروني، فقد استعمل الحرفين A و a من أجل هذا الهدف. لم يظهر نهائيا الرمز γ في كتابات هذين العالمين. ولكن ظهر فيما بعد، من المحتمل بسبب ارتباطه بدالة غاما.
على سبيل المثال، استعمل عالم الرياضيات الألماني كارل أنتون بريتشنايدر [الإنجليزية] هذا الرمز عام 1835، كما استعمله أوغست دو مورغان في مقالات له نشرت بين عامي 1836 و 1842.

## الظهور
تظهر ثابتة أويلر-ماسكيروني في المعادلات والصيغ التالية:
- صيغ تتعلق بالتكامل الأسي.
- تحويل لابلاس لدالة اللوغاريتم الطبيعي.
- الحد الأول لمتسلسلة لورنت
- وغيرهن